# إنغلبرت كونيغ
إنغلبرت كونيغ (Engelbert König)، من مواليد 1 ابريل 1884 الإمبراطورية النمساوية المجرية و تحديدا النمسا، وتوفي في 1951 في غراز في النمسا، لاعب كرة قدم نمساوي سابق ومدرب كرة قدم نمساوي سابق.
و قد بدأ مسيرته التدريبية مع إيه سي ميلان في عام 1928 وحتى عام 1931، ومن ثم تنقل بين الأندية منها نادي ميسينا ونادي باري.

## روابط خارجية
- إنغلبرت كونيغ على موقع قاعدة بيانات كرة القدم.إي يو (الإنجليزية)
- إنغلبرت كونيغ على موقع ناشيونال فوتبول تيمز (الإنجليزية)
- إنغلبرت كونيغ على موقع عالم كرة القدم.نت (الإنجليزية)